# Károlyi Csaba
Károlyi Csaba (Debrecen, 1962. február 23.–) irodalomkritikus, szerkesztő. 1986-ban végzett az ELTE Bölcsészettudományi Karán.

## Tevékenység
1989–1999 között a Nappali ház irodalmi és művészeti szemle szerkesztője volt. 1993-94-ben a JAK-füzetek szerkesztője (Abody Ritával), 1994–97 között a József Attila Kör elnöke volt. 1994-95-ben tanított a Miskolci Egyetemen. 1994-ben szerkesztésében jelent meg a Csipesszel a lángot: Tanulmányok a legújabb magyar irodalomról című kötet. 1996 óta az Élet és Irodalom könyvkritika rovatának szerkesztője, 2009-től a lap főszerkesztő-helyettese. 1997 óta tanít kritikaírást az ELTE Esztétika tanszékén. A JAK tiszteletbeli tagja. 2009 óta szervezője és moderátora az ÉS-kvartett kritikai beszélgetéssorozatnak, melynek az Írók Boltja ad helyet.

## Megjelent kötetei
- Ellakni, nézelődni (esszék, kritikák), Pesti Szalon kiadó, 1994. ISBN 963-605-003-1
- Lepkeháló (kritikák, tanulmányok), Filum kiadó, 1998. ISBN 963-8347-53-8
- Non finito (irodalmi beszélgetések), Palatinus, 2003. ISBN 963-9487-35-X
- Nincs harmadik híd (kritikák, tanulmányok), Kalligram, 2014. ISBN 978-615-5454-17-2
- Mindig más történik. 25 irodalmi beszélgetés, Kalligram, 2015. ISBN 978-615-5603-05-1
- ÉS-kvartett 2009-2015. Károlyi Csaba ötven irodalomkritikai beszélgetése. E-könyv. Írók Boltja, 2016. ISBN 978-963-12-4403-8
- Pompás hely. Irodalom, kritikák, Kalligram, Bp. 2019. ISBN 978-963-468-138-0
- Egy teljes év. Beszélgetések Nádas Péterrel, Jelenkor, Bp. 2022. ISBN 978-963-518-156-8

## Szerkesztett kötetei
- JAK-Füzetek 60-75-ig Abody Ritával a József Attila Kör és a Pesti Szalon könyvkiadó gondozásában
- Csipesszel a lángot. Tanulmányok a legújabb magyar irodalomról. Budapest, Nappali ház kiadó, 1994. ISBN 963 04 3857 7
- Frank János: Tárlatok – szertartások : portrék, visszaemlékezések, útinaplók. Budapest, Irodalom KFT, 2006. ISBN 963-86526-5-9

## Antológiák, gyűjtemények
- Harmadkor antológia, szerk. Szántó István, Szeged, JATE Közművelődési Titkárság, 1989
- Fiatal írók könyve. Budapest, Holnap kiadó, 1989. ISBN 963-02-6357-2
- „Tagjai vagyunk egymásnak”. A Tarzuszi szavaival köszöntik a hetvenéves Mészöly Miklóst barátai. Budapest, Szépirodalmi Könyvkiadó-Európa Alapítvány. ISBN 963-15-4419-2
- Búcsú barátaimtól. Baka István emlékezete. Budapest, Nap kiadó, 2000. ISBN 963-811-659-5
- Krasznahorkai olvasókönyv. Krasznahorkai László műveinek válogatott magyar és német nyelvű recepciója. Budapest, Széphalom Könyvműhely, 2002. ISBN 963-9373-16-8
- Az olvasó lázadása? Kritika, vita internet. Pozsony, Kalligram, 2008. ISBN 978-808-101-128-3

## Írószervezeti tagság
- Szépírók Társasága

## Díjai
- Művészeti Alap kritikusi ösztöndíj (1987)
- Soros-ösztöndíj (1989)
- Móricz Zsigmond-ösztöndíj (1994)
- Artisjus-díj (2015)
- Üveggolyó-díj (2015)